# Bệnh ống thận và mô kẻ thận

### Định nghĩa
Bệnh ống thận và mô kẽ thận gây ra bởi tình trạng viêm nhiễm. Quá trình viêm diễn ra ở ống thận có thể ảnh hưởng đến tổ chức liên kết thận và ngược lại. Do đó khó phân biệt cụ thể sự tổn thương diễn ra chính xác ở đâu. Thường bệnh lý này đi kèm với sự biến đổi mô học về cấu trúc và chức năng của các tế bào ống thận và mô kẽ thận.

### Nguyên nhân
Có thể do nhiễm trùng, nhiễm độc, bệnh tự miễn hay di truyền...

### Phân loại

#### Cấp tính
Tổn thương có phù nề làm bít hẹp lòng ống thận với sự xâm nhập các bạch cầu đơn nhân vào khoảng kẽ. Sự tổn thương diễn ra rải rác và khu trú.

#### Mạn tính
Tổn thương đặc trưng bởi sự teo hóa các tế bào ống thận và mô liên kết. Lâu dần dẫn đến sự xơ hóa, làm dãn lòng ống thận, kém chức năng và tiến tới suy thận không hồi phục.

### Triệu chứng
Các triệu chứng điển hình là sự mất chức năng ở ống lượn gần làm giảm Kali máu, tăng amoniacid niệu, phosphate niệu, acid uric niệu, glucose niệu, HCO3- niệu,...

Triệu chứng nghiêm trọng nhất là sự toan hóa và cô đặc nước tiểu. pH giảm dưới 5,5 gây toan hóa ống góp và các ống thận, làm trầm trọng thêm các diễn tiến hoại tử ở đây. Sự giảm sản xuất hệ đệm amoni cũng góp phần dẫn đến toan hóa máu.

### Các bệnh lý thường gặp

#### Hoại tử ống thận cấp
Phát sinh từ sự nhiễm trùng ống thận do vi khuẩn hoặc thứ phát sau các rối loạn huyết động tại thận. Điển hình bởi việc xơ hóa ống thận, teo các tế bào biểu bì và phù nề xâm lấn lòng ống.

#### Viêm thận kẽ
Còn gọi là viêm tổ chức liên kết thận, viêm bể thận hay viêm thận ngược dòng. Bệnh sinh do sự nhiễm trùng ngược dòng bắt nguồn từ sự tắc nghẽn niệu quản do sỏi hay là viêm bàng quang. Bệnh thường gặp ở phụ nữ. Tổn thương thường thấy là sự tăng sinh các tổ chức xơ làm chèn ép các nhu mô thận. Lâu dần dẫn đến chít hẹp lòng ống thận, xơ hóa toàn bộ và cuối cùng là suy thận không hồi phục. Giai đoạn đầu thường điển hình bởi tình trạng đái ra mủ.